# Leonardo davincii
Leonardo davincii là một loài bướm đêm trong họ Crambidae.